# Picanya
Picanya (Spanisch: Picaña) ist eine Gemeinde in der spanischen Provinz Valencia. Sie befindet sich in der Comarca Huerta Sur.

## Geografie
Das Gemeindegebiet von Picanya grenzt an das der folgenden Gemeinden: Alacuás, Catarroja, Chirivella, Paiporta, Torrent und Valencia, die alle in der Provinz Valencia liegen. Die Gemeinde ist mit der Metro Valencia verbunden und gehört zu der Agglomeration von Valencia.

## Geschichte
Ursprünglich war es ein muslimisches Bauernhaus, das von König Jakob I. von Aragón dem Johanniterorden geschenkt wurde, zusammen mit dem von Vistabella, das dem Ort angegliedert wurde. Das Stadtrecht wurde 1248 von den Johannitern verliehen. 

## Demografie
| 1900  | 1910  | 1920  | 1930  | 1940  | 1950  | 1960  | 1970  | 1981  | 1991  | 2000  | 2019   |
| ----- | ----- | ----- | ----- | ----- | ----- | ----- | ----- | ----- | ----- | ----- | ------ |
| 1.293 | 1.472 | 1.684 | 2.288 | 2.789 | 3.011 | 4.620 | 5.389 | 7.062 | 7.789 | 8.932 | 11.513 |

## Wirtschaft
Die Wirtschaft basiert auf der Landwirtschaft, und Unternehmen im tertiären Sektor, vor allem in den Bereichen Vertrieb, Logistik und Dienstleistungen. Picanya hat zwei Gewerbegebiete und zwei Industriegebiete.